# 烏維·鮑爾
烏維·鮑爾（德語：Uwe Boll，德語發音：[ˈuːvə ˈbɔl]，1965年6月22日—），德國男導演、製片人、編劇和演員，外號「魔人烏波」。鮑爾執導的電影以恐怖片及動作片為主，其中有多部改編自電子遊戲。他的電影的資助大多來自Capture Events And Film Production和他自己的製片公司Boll KG。
鮑爾的許多電影成本都不高，且大都獲得了負面評價，其中2005年的《異形鬼屋》被認為是史上最糟糕的電影之一，但也因此使他聞名。
2016年10月，鮑爾宣布打算從電影界退休，主要因為DVD和藍光銷售上的衰落，並指出，從2005年開始，他不得不出自己的錢來拍電影。之後與妻子開始經營餐廳，但仍偶爾復出參與電影製作。

## 早年
烏維·鮑爾出生於韦默尔斯基兴。曾就讀於科隆大學和錫根大學，並獲得了博士學位。
10歲時，在看了馬龍·白蘭度的1962年電影《叛艦喋血記》後決定進入電影業。

## 餐飲業
從電影產業退休後，波爾進入了餐飲業。他想成為餐廳老闆的願望來自他自己對美食的熱愛。2015年，他在認為缺乏德國美食的溫哥華開了間包豪斯餐廳（Bauhaus Restaurant）。包豪斯獲得了當地和國際美食評論家的總體正面評價。該餐廳在2016年加拿大100家最佳餐廳名單中排名第37位。它還被列入2017年全球50家最佳餐廳探索系列，是僅有的三家加拿大餐廳之一。
波爾談到了他在擁有一家餐廳方面取得的新成功：“這很有趣，對吧？我必須開一家餐廳才能獲得好評。”
2018年初，波爾和妻子娜塔莉·波爾成立了包豪斯集團以擴大業務。該集團收購了溫哥華的Blenheim Pub，將其從一家體育酒吧轉變為一家面向家庭的餐廳。餐廳已關閉。他們還宣布計劃於2019年初在多倫多開設第二家包豪斯餐廳。也計劃在中國開設第三家餐廳，地點選在中国海花岛，將聘用兩名歐洲米其林星級廚師。

## 作品列表

### 電影
| 年份 | 標題                                                                                  | 導演 | 編劇 | 製片 | 演員 | 附註                         |
| ---- | ------------------------------------------------------------------------------------- | ---- | ---- | ---- | ---- | ---------------------------- |
| 1991 | 《德國炸電影》（German Fried Movie）                                                  | 是   | 是   | 是   | 是   |                              |
| 1993 | 《巴歇爾：日內瓦謀殺案？》                                                            | 是   | 是   | 是   | 否   |                              |
| 1994 | 《狂奔》                                                                              | 是   | 是   | 是   | 是   |                              |
| 1997 | 《第一學期》（Das erste Semester）                                                    | 是   | 是   | 是   | 否   |                              |
| 2000 | 《完全失败》                                                                          | 否   | 否   | 是   | 否   |                              |
| 2000 | 《雅痞殺人魔》                                                                        | 是   | 是   | 是   | 否   |                              |
| 2001 | 《天使不在此沉睡》（Angels Don't Sleep Here）                                         | 否   | 否   | 是   | 否   |                              |
| 2002 | 《黑森林》                                                                            | 是   | 是   | 否   | 否   |                              |
| 2002 | 《致命的真相》                                                                        | 是   | 故事 | 否   | 否   |                              |
| 2003 | 《死亡鬼屋》                                                                          | 是   | 否   | 是   | 否   |                              |
| 2005 | 《異形鬼屋》                                                                          | 是   | 否   | 是   | 否   |                              |
| 2005 | 《吸血萊恩》                                                                          | 是   | 否   | 是   | 否   |                              |
| 2007 | 《末日危城：王者之役》                                                                | 是   | 否   | 是   | 否   |                              |
| 2007 | 《鬼月殺機》                                                                          | 否   | 否   | 是   | 否   |                              |
| 2007 | 《吸血萊恩2：解放》                                                                   | 是   | 否   | 否   | 否   |                              |
| 2007 | 《恐怖份子樂園》                                                                      | 是   | 是   | 是   | 是   |                              |
| 2007 | 《惡種》                                                                              | 是   | 是   | 是   | 否   |                              |
| 2008 | 《地下兵團》                                                                          | 是   | 是   | 是   | 否   |                              |
| 2008 | 《異形鬼屋2》                                                                         | 否   | 否   | 是   | 否   |                              |
| 2008 | 《孤岛惊魂》                                                                          | 是   | 否   | 是   | 否   |                              |
| 2009 | 《禁欲者》                                                                            | 是   | 是   | 是   | 否   |                              |
| 2009 | 《怒火狂殺》                                                                          | 是   | 是   | 是   | 否   |                              |
| 2009 | 《達爾富爾》                                                                          | 是   | 是   | 是   | 否   |                              |
| 2010 | 《最後的風暴》                                                                        | 是   | 否   | 是   | 否   |                              |
| 2010 | 《拳外重生》                                                                          | 是   | 是   | 否   | 是   |                              |
| 2011 | 《奧斯維辛》                                                                          | 是   | 是   | 是   | 是   |                              |
| 2011 | 《超級女英雄》                                                                        | 是   | 是   | 是   | 是   |                              |
| 2011 | 《吸血萊恩：第三帝國》                                                                | 是   | 否   | 是   | 否   |                              |
| 2011 | 《地牢围攻2：两个世界》                                                               | 是   | 否   | 是   | 否   |                              |
| 2013 | 《殭屍大屠殺》                                                                        | 否   | 否   | 是   | 是   |                              |
| 2013 | 《華爾街肖狼》                                                                        | 是   | 是   | 是   | 否   |                              |
| 2013 | 《小鎮突襲》                                                                          | 是   | 否   | 否   | 否   |                              |
| 2013 | 《世俗的展览》                                                                        | 是   | 否   | 是   | 否   | 章節：〈地下室〉（Basement） |
| 2014 | 《惡種2：新變異》                                                                     | 否   | 否   | 是   | 否   |                              |
| 2014 | 《末日危城3：最後一戰》                                                               | 是   | 否   | 是   | 否   |                              |
| 2014 | 《狂暴2：资本的惩罚》                                                                 | 是   | 是   | 是   | 是   |                              |
| 2014 | 《晨星戰士》（Morning Star Warrior）                                                  | 否   | 否   | 是   | 否   |                              |
| 2015 | 《死亡之怒》                                                                          | 否   | 否   | 是   | 否   |                              |
| 2015 | 《殭屍大屠殺2：亡靈帝國》（Zombie Massacre 2: Reich of the Dead）                     | 否   | 否   | 是   | 否   |                              |
| 2016 | 《狂暴3：白宮淪陷》                                                                   | 是   | 是   | 是   | 否   |                              |
| 2016 | 《歡迎來到威利茨》                                                                    | 否   | 否   | 是   | 否   |                              |
| 2017 | 《邪恶之家》（House of Evil）                                                         | 否   | 否   | 是   | 否   |                              |
| 2020 | 《衰落》（The Decline）                                                               | 否   | 否   | 是   | 否   | 紀錄片                       |
| 2022 | 《哈瑙（德國的冬天－第一部）》（Hanau (Deutschland im Winter - Part 1)）              | 是   | 是   | 是   | 是   |                              |
| 2023 | 《不要太期待世界末日》                                                                | 否   | 否   | 否   | 是   | 客串                         |
| 2024 | 《第一班》                                                                            | 是   | 是   | 是   | 否   |                              |
| 2024 | 《惡棍之徒：自由與法律間的生活》（Bandidos - Ein Leben zwischen Freiheit und Gesetz） | 是   | 是   | 是   | 是   | 紀錄片                       |
| TBA  | 《移民危機》                                                                          | 是   | 是   | 是   | 否   |                              |
| TBA  | 《公民义警》                                                                          | 是   | 是   | 是   |      |                              |

### MV
| 年份 | 標題               | 藝人     |
| ---- | ------------------ | -------- |
| 2004 | 〈希望我有個天使〉 | 日暮頌歌 |

## 外部連結
- 烏維·鮑爾在互联网电影资料库（IMDb）上的資料（英文）
- Uwe Boll （页面存档备份，存于） at Rotten Tomatoes
- Golden Palace Events （页面存档备份，存于） – Photos, video, and details of Uwe's September 2006 boxing match with his critics